# Phùng Ngọc Tường
Phùng Ngọc Tường (tiếng Trung: 馮玉祥, 6 tháng 11, 1882 – 1 tháng 9, 1948) là một tướng lĩnh thời Dân Quốc và là một trong số những nhà lãnh đạo của Quốc Dân Đảng. Ông được biết dưới biệt danh là "Tướng quân Kitô giáo" vì ông đã cải đạo cho toàn bộ binh đoàn của mình và một biệt danh khác là "Phản Tướng" vì khuynh hướng phá vỡ sự thiết lập. Ông tham gia Quốc Dân Đảng, tham gia trong Chiến tranh Bắc phạt và trở thành anh em kết máu ăn thề với Tưởng Giới Thạch, Những năm cuối đời, ông có xu hướng theo những người cánh tả trong Quốc Dân Đảng cùng hợp tác với Đảng Cộng sản Trung Quốc.

## Hoạt động ở miền bắc
Xuất thân là sĩ quan trong quân Bắc dương của Viên Thế Khải, Phùng Ngọc Tường thăng tiến nhanh trong lực lượng phe Trực lệ của Ngô Bội Phu được tôn xưng "Đại soái" và được xem là nhà chiến lược tài ba nhất Trung Hoa thời đó, Ngô Bội Phu được kỳ vọng sẽ chiến thắng, và chấm dứt sự phân liệt. Quân đội Trực lệ là một trong những đội quân được huấn luyện và trang bị tốt nhất Trung Hoa, và với tư cách thủ lĩnh Trực hệ, Ngô Bội Phu gần như liên tục giao chiến với các quân phiệt phương Bắc như Trương Tác Lâm.
Phùng Ngọc Tường cải đạo sang Cơ Đốc giáo vào năm 1914, ông được rửa tội với Giáo hội Giám nhiệm Giám lý, thuộc Tin Lành. Ông được cho là đã dùng nước từ vòi cứu hỏa để rửa tội tập thể cho binh sĩ dưới quyền. Phùng Ngọc Tường đã dạy dỗ quân sĩ biết phải là tôi tớ của dân chúng, và rất khe khắt với quân phong và quân kỷ.
Phùng Ngọc Tường được coi là "ông tổ" của các tập đoàn quân Tây Bắc, đội quân dưới quyền ông được gọi là Quốc dân quân.

## Chính biến Bắc kinh
Khi xảy ra chiến tranh Trực lệ - Phụng thiên lần thứ hai, Phùng chịu trách nhiệm phòng thủ Nhiệt hà.
Năm 1924, Phùng Ngọc Tường lợi dụng chiến tranh giữa hai phe Phụng thiên - Trực lệ dẫn quân vào Bắc Kinh làm chính biến bắt giam Tổng thống Tào Côn vào lầu Diên Khánh, đưa nhà ngoại giao Hoàng Phu thuộc phái dân sự lên nắm quyền Tổng thống. Phe Trực lệ của Ngô Bội Phu bị thất bại lớn vì hành động của Phùng Ngọc Tường và Ngô Bội Phu bị Trương Tác Lâm đánh bại gần Thiên Tân.
Ông yêu cầu Nga sô trợ giúp. Nga sô đang giúp Tôn Dật Tiên và Quốc dân đảng trong mưu toan Bắc phạt, nhưng cũng ủng hộ họ Phùng, và đã phái cố vấn và gửi quân viện tới giúp họ Phùng. Các sứ quân làm chủ miền bắc đã bị Phùng Ngọc Tường loại ra ngoài, và họ Phùng muốn nhường cho Tôn Dật Tiên chức tổng thống tại Bắc Kinh, thay vì chức Tổng thống Đặc Biệt tại Quảng Đông, đồng thời thỏa hiệp với các quân phiệt Trương Tác Lâm (phe Phụng thiên), Trương Tôn Xương.. Lời mời của Phùng Ngọc Tường đưa ra đúng lúc Tôn Dật Tiên đang muốn bỏ Quảng Châu và tìm một thủ đô khác. Ngày 5/11/1924 Phùng Ngọc Tường trục xuất phế đế Phổ Nghi của nhà Thanh ra khỏi Tử Cấm Thành.
Hoàng Phu làm quyền Tổng thống một tháng thì Đoàn Kỳ Thụy kế nhiệm. Ngày 24 tháng 4 năm 1925, Đoàn đã cho giải tán Quốc hội Dân quốc, chuyển quyền lập pháp cho Lâm thời Tham chính viện. Hành động này đã làm dấy lên cuộc vận động phản đối chính phủ của học sinh Bắc Kinh. Chính phủ lâm thời của Đoàn bất lực trong việc thu xếp. Ngày 18 tháng 3 năm 1926, chính phủ ra lệnh đàn áp phong trào, dẫn đến Cuộc thảm sát 18 tháng 3 tại Bắc Kinh. Uy tín của chính phủ lâm thời càng lúc càng lung lay. Chưa đầy 1 tháng sau, ngày 9 tháng 4, Phùng Ngọc Tường một lần nữa phát động chính biến.

## Hợp tác với Quốc dân đảng

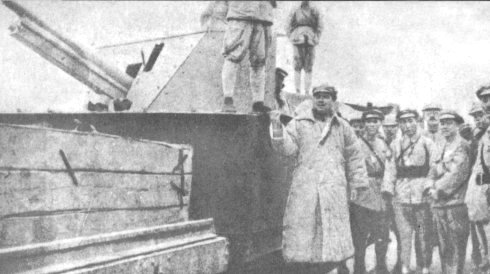
Phùng Ngọc Tường 1926

Năm 1926 Phùng mất quyền kiểm soát Bắc kinh và triệt thoái về Trương gia khẩu. Vào tháng 8 ông đến Liên Xô, sau khi quay về Trung Quốc vào tháng 9, ông gia nhập Quốc dân đảng, đổi tên Quốc dân quân thành Quân đội Nhân dân. Lúc này Quốc dân đảng do Tưởng Giới Thạch nắm quyền kiểm soát.
Tháng 10 năm 1928 Phùng Ngọc Tường được bổ nhiệm làm Phó chủ tịch Viện Hành pháp và Bộ trưởng Quốc phòng, trong khi đó lực lượng của Diêm Tích Sơn vừa chiếm được Bắc kinh và Diêm được chính quyền Tưởng bổ nhiệm Bộ trưởng Nội vụ, Phó Tổng tư lệnh quân đội quốc dân. Đầu năm 1929 Phùng bất đồng với Tưởng Giới Thạch, hợp sức với lực lượng của Diêm Tích Sơn và Lý Tông Nhân thuộc tỉnh Quảng Tây thách thức quyền lực của Tưởng Giới Thạch.

## Đại chiến Trung Nguyên
Năm 1930 trên dải đất Trung Nguyên rộng lớn đã phát sinh ra cuộc đại hỗn chiến giữa các quân phiệt mới của Quốc dân đảng. Một bên của cuộc đại hỗn chiến này là Tưởng Giới Thạch, còn một bên là Diêm Tích Sơn - Tổng tư lệnh hải lục không quân của Trung hoa dân quốc, với 8 phương diện quân của quân phiệt Quảng Tây thuộc phái Diêm Phùng do phó tổng tư lệnh Phùng Ngọc Tường, Lý Công Nhân soái lĩnh. Phía bên này còn được sự giúp đỡ ủng hộ của Uông Tinh Vệ ở Vũ Hán, được sự lên tiếng ủng hộ của Phái hội nghị Tây Sơn, hầu như đã hình thành tập đoàn lớn chống Tưởng trên mặt quân sự và trên mặt chính trị, đã hình thành sự liên hiệp lớn trên mặt quân sự và chính trị. Trong một lần hỗn chiến quân phiệt này, với quy mô lớn nhất trên lịch sử cận đại Trung Quốc tử thương trên 30 vạn người do qủy khiến thần sui, bên phía giành thắng lợi lại là Tưởng Giới Thạch. Chỉ trong năm tháng ngắn ngủi, quân đội của Phùng Ngọc Tường hầu như đã bị tiêu diệt hoàn toàn, Phùng tướng quân nuốt nước mắt lui về ở ẩn tại ven sông Phần Thủy. Diêm Tích Sơn bị bức thủ tiêu bộ tư lệnh Lục, Hải, không quân, đánh điện tới buộc phải từ chức, co lại ở Sơn Tây.
Mở đầu cuộc chiến tranh, Tưởng Giới Thạch sử dụng thủ đoạn lừa bịp, đem Lý Tế Thâm chủ tịch chính phủ tỉnh Quảng Đông và tổng chỉ huy lộ quân thứ 8 giam lỏng ở Thang Sơn Nam Kinh, phá tan liên minh Quảng Đông, Quảng Tây. Tưởng Giới Thạch còn hứa với Phùng ngọc Tường, dụ dỗ khiến cho Phùng Ngọc Tường phát biểu tuyên ngôn tấn công Quảng tây, thúc đẩy sư đoàn trưởng quân đội Quảng Tây như Lý Minh Dương v.v...Quay súng chống lại ở ngay mặt trận, khoét đi mất bộ óc trái tim của Quảng Tây, còn khiêng dọn đi hòn đã tảng là Đường Sinh Trí tới đánh Bạch Sùng Hy. Do vì sử dụng những biện pháp này, tuy Tưởng Giới Thạch dùng binh không nhiều trên mặt quân sự, nhưng đã rất nhanh chóng đánh bại quân đội Quảng Tây. Khi Phùng Ngọc Tường nhận thức được bản thân mình đã bị Tưởng Giới Thạch lừa bịp, đã chỉ huy quân đội rút về phía Tây. Khi chuẩn bị tác chiến với quân đội của Tưởng Giới Thạch, Tưởng Giới Thạch đã mạnh mẽ ra tay trước, lấy danh nghĩa Tưởng Giới Thạch và Tống Mỹ Linh, mời Hàn Phúc Cử tới Vũ Hán, tiếp đãi rất thịnh tình, hơn nữa còn tặng một khoản tiền lớn mấy chục vạn cùng với chức vụ chủ tịch tỉnh Hà Nam, khiến cho Hàn Phúc Cử, một vị tướng lĩnh tự xưng là trung thành với Phùng Ngọc Tường đã đưa quân đội từ Thiểm Châu kéo tới Lạc Dương, rời bỏ Phùng Ngọc Tường, đầu hàng Tưởng Giới Thạch. Tưởng Giới Thạch còn dùng khoản tiền mấy chục vạn mua chuộc Thạch Hữu Tam, khiến cho Thạch Hữu Tam cùng Hàn Phúc Cử trong giờ phút gay go khẩn cấp đã quay súng chạy sang đầu hàng Tưởng. Mặc dù sau mấy năm Tưởng Giới Thạch lại hạ lệnh bắn giết Hàn Phúc Cử và Thạch Hữu Tam, thế nhưng việc quay súng đầu hàng tại mặt trận của Hàn Phúc Cử và Thạch Hữu Tam, đã khiến cho Phùng Ngọc Tường vấp phải thất bại thảm hại. Tướng quân họ Phùng đã nhiều năm dày dạn trên chiến trường này đã đớn đau khóc lóc ầm ỹ.
Để ngăn chặn sự liên hợp giữa Phùng và Diêm, Tưởng Giới Thạch lại đem chức vụ sĩ quan Tư lệnh trưởng biên phòng Tây Bắc vốn là thuộc về Phùng Ngọc Tường nay trao cho Diên Tích Sơn, khiến Diêm Tích Sơn đã bắt Phùng Ngọc Tường đang thăm viếng Sơn Tây giải tới huyện Ngũ Đãi. Trong tháng 9, Tưởng Giới Thạch còn cử Hà ứng Khâm đem giấy ủy nhiệm giữ chức phó tư lệnh Lục Hải khônmg quân đưa tới trụ sở của Diêm Tích Sơn ở Thái Nguyên, mua chuộc Diêm Tích Sơn thêm một bước nữa. Có thể nhìn thấy rõ, Tưởng Giới Thạch đã nắm chắc mọi cơ hội dùng tiền bạc và địa vị để mua chuộc và phân hóa kẻ địch.Trong cuộc đại chiến Trung Nguyên, khi Diêm Tích Sơn đã trở thành đối thủ chủ yếu của Tưởng Giới Thạch rồi, Tưởng Giới Thạch đã quyết tâm lôi kéo Trương Học Lương về phía mình.
Ngày 21 tháng 8, Tưởng Giới Thạch ủy nhiệm Trương học Lương làm phó tư lệnh Lục Hải không quân, địa vị ở trong Quốc dân đảng chỉ đứng sau Tưởng Giới Thạch.Việc thay đổi ngọn cờ ở Đông Bắc của Trương học Lương, công khai tuyên bố ủng hộ Tưởng Giới Thạch, chủi huy quân đội Đông Bắc nhập vào Quan, trong vòng mười ngày đã chiếm lĩnh được cả một vùng đất rộng lớn Bình Tân và Hoa Bắc. Diêm Tích Sơn và Phùng Ngọc Tường lần lượt dưới đòn đánh khép gọng kìm của Tưởng Giới Thạch và Trương Học Lương đã mau chóng tan rã thất bại.Một cuộc chiến tranh Trung Nguyên, quân phí mỗi tháng của quân đội Tưởng chi tiêu hết 30 triệu đồng, còn quân phí mỗi tháng cho hai quân đội to lớn hùng hậu của Diêm Tích Sơn và Phùng Ngọc Tường chỉ có 10 triệu đồng.

## Tham gia chống Nhật
Khi không còn quyền lực, những năm 30 Phùng Ngọc Tường chỉ trích chính sách nhượng bộ quân xâm lược Nhật Bản của chính quyền Tưởng. Tháng 5 năm 1933, Phùng trở thành Tư lệnh quân kháng Nhật ở Sát Cáp Nhĩ cùng với các tướng Cát Hồng Xương (nguyên Tư lệnh Binh đoàn 22, Chủ tịch tỉnh Ninh Hạ) và tướng Phương Chấn Vũ (nguyên Tư lệnh đồn trú Tế Nam, Chủ tịch tỉnh An huy) với lực lượng lên tới 10 vạn người. Vào cuối tháng 7 Phùng và Cát thành lập tại Trương Gia khẩu Ủy ban khôi phục bốn tỉnh đông bắc. Đội quân này chiếm lại Đa Luân (nay thuộc Nội Mông) bị Nhật chiếm và dấy lên cao trào kháng Nhật trên cả nước. 
Trước tình hình đó, Tưởng Giới Thạch sợ đảng cộng sản sẽ nắm quyền kiểm soát các lực lượng chống Nhật nên phái 6 vạn quân đến bao vây. Bị cả quân Nhật và quân Tưởng bao vây, Phùng Ngọc Tường đành phải rút lui, về nghỉ tại Thái An, Sơn Đông.
Giữa những năm 1935 đến 1945, Phùng Ngọc Tường tiếp tục ủng hộ Quốc dân đảng. Tháng 10 năm 1935, chính quyền Tưởng Giới Thạch mời Phùng đến Nam Kinh đảm nhận chức vụ Phó chủ tịch Hội đồng quân sự Quốc gia. Ông giữ chức vụ đó đến năm 1938, sau đó tiếp tục tham gia Hội đồng quân sự quốc gia với tư cách Ủy viên cho đến năm 1945. Khi xảy ra sự biến Tây An năm 1936, ông kêu gọi trả tự do cho Tưởng Giới Thạch lúc đó bị bắt giữ bởi các lực lượng yêu nước. Sau năm 1937 ông làm Tư lệnh Quân đoàn 6. 1945, Trung Hoa phá Phát xít thành công.

## Cuối đời
Sau năm 1945, ông ghét Tưởng Giới Thạch nên khi du lịch đến nước Mỹ ông phê phán chính quyền Tưởng Giới Thạch và sự ủng hộ của Tổng thống Mỹ Harry S. Truman dành cho Tưởng. Ông sống một thời gian ở Berkeley, Califonia.
Năm 1948, ông và con gái ông chết vì vụ tai nạn tàu biển ở biển Đen khi ông đến Liên Xô cùng với con gái. Xác ông chôn tại quê nhà Trung Hoa.